# Leskovec (Celje)
Leskovec is een plaats in Slovenië en maakt deel uit van de gemeente Celje in de NUTS-3-regio Savinjska. De plaats telde 223 inwoners op 1 januari 2020.